# Stadtpark Lahr
Der Stadtpark Lahr ist ein Erholungs- und Veranstaltungsort im Stadtzentrum von Lahr. Der 4,5 Hektar umfassende Park ist für seinen Rosengarten bekannt.

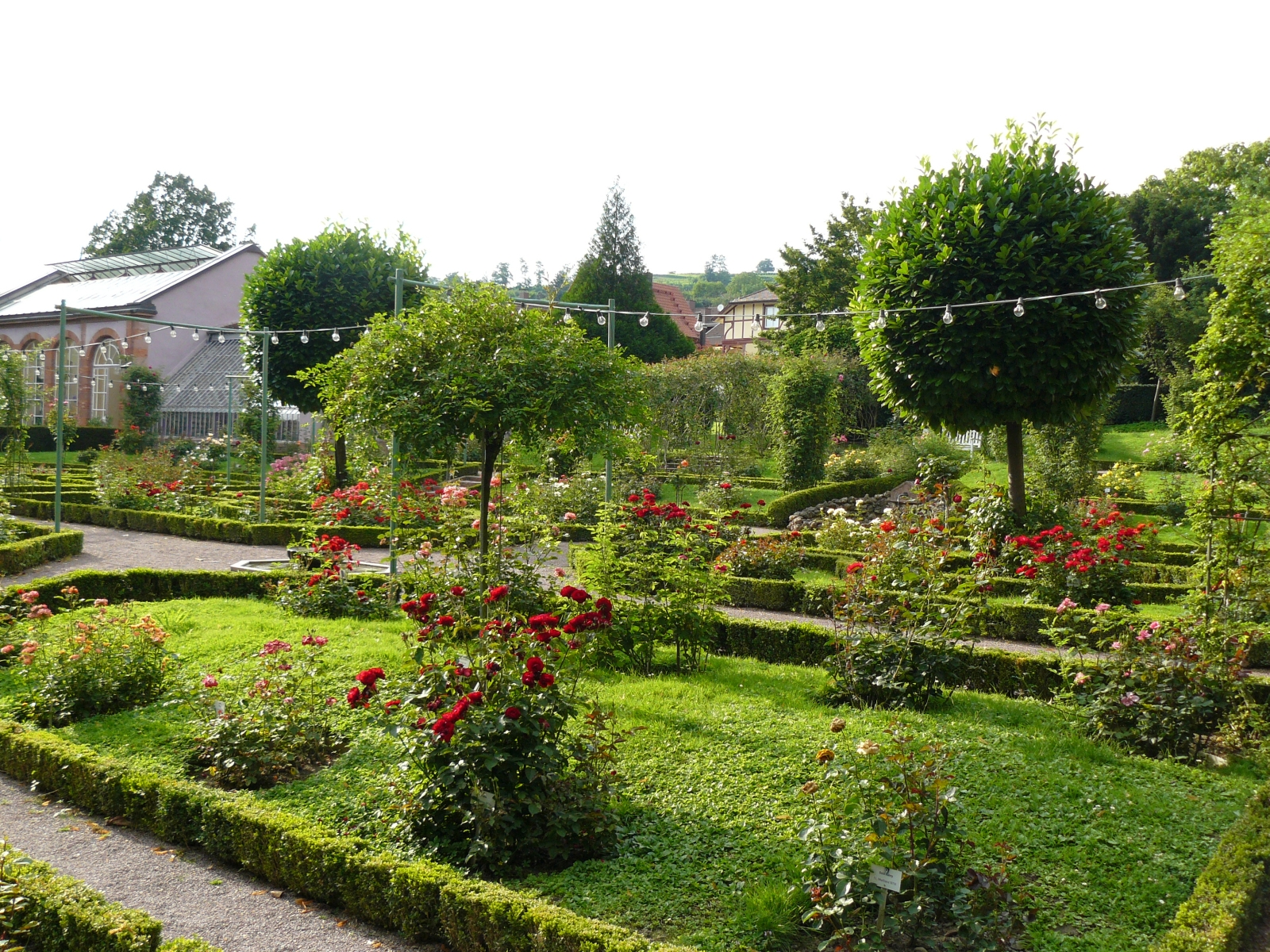
Teil des Rosengartens

## Geschichte

### Der Park im Privatbesitz während des 19. Jahrhunderts

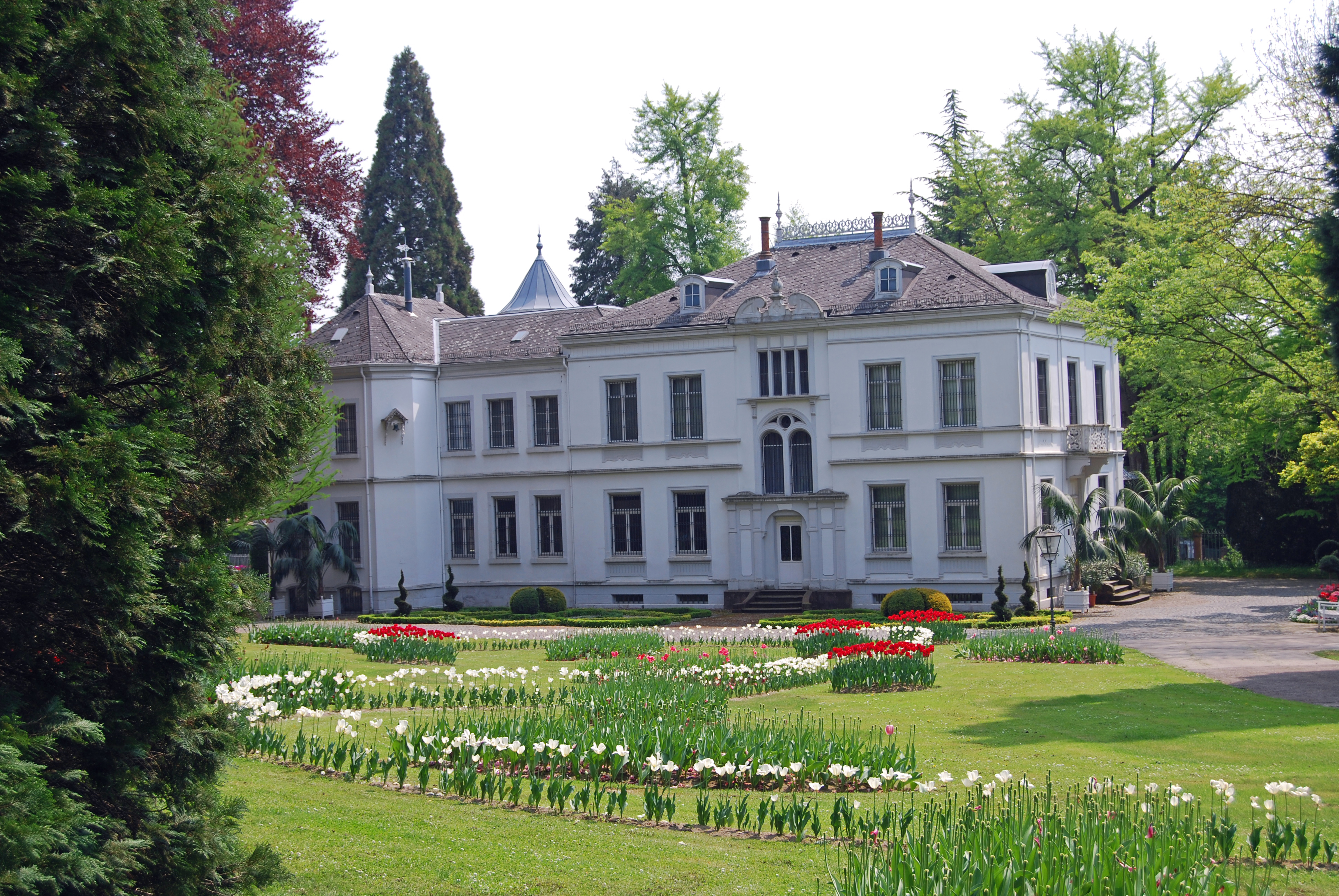
Villa Jamm

Von 1859 bis 1861 kaufte Christian Wilhelm Jamm, ein Lahrer Bürger, der als Kaufmann auf Kuba ein Vermögen erworben hatte, einen alten Lindengarten und ließ eine großbürgerliche Villa errichten. Um die Villa ließ er von einem Gartenbauingenieur aus Paris einen Garten im englischen Stil mit einem Teich, einer Grotte und einem Wintergarten anlegen. Umrahmt wurde das Grundstück von einer hohen Mauer als Blickschutz.
Am 7. Mai 1875 starb Jamm und vermachte überraschend – er hatte stets den Ruf eines geizigen Sonderlings genossen – einen Großteil seines Vermögens der Stadt Lahr. Er stiftete unter anderem die zwischen 1877 und 1880 als zweite evangelische Kirche Lahrs direkt neben dem Stadtpark errichtete Christuskirche (einen Kuppelbau im Stil der italienischen Renaissance), die Stadtbücherei sowie seine Villa und das sie umgebende Gelände, um seinen Privatgarten zum Stadtpark auszubauen. Weiter hatte er verfügt, dass ein Teil seines finanziellen Vermögens für den Erhalt und Ausbau des Parks verwendet werden sollte, dass seine Grundstücke nicht bebaut werden durften, und welche Nachbargrundstücke hinzuzukaufen waren.

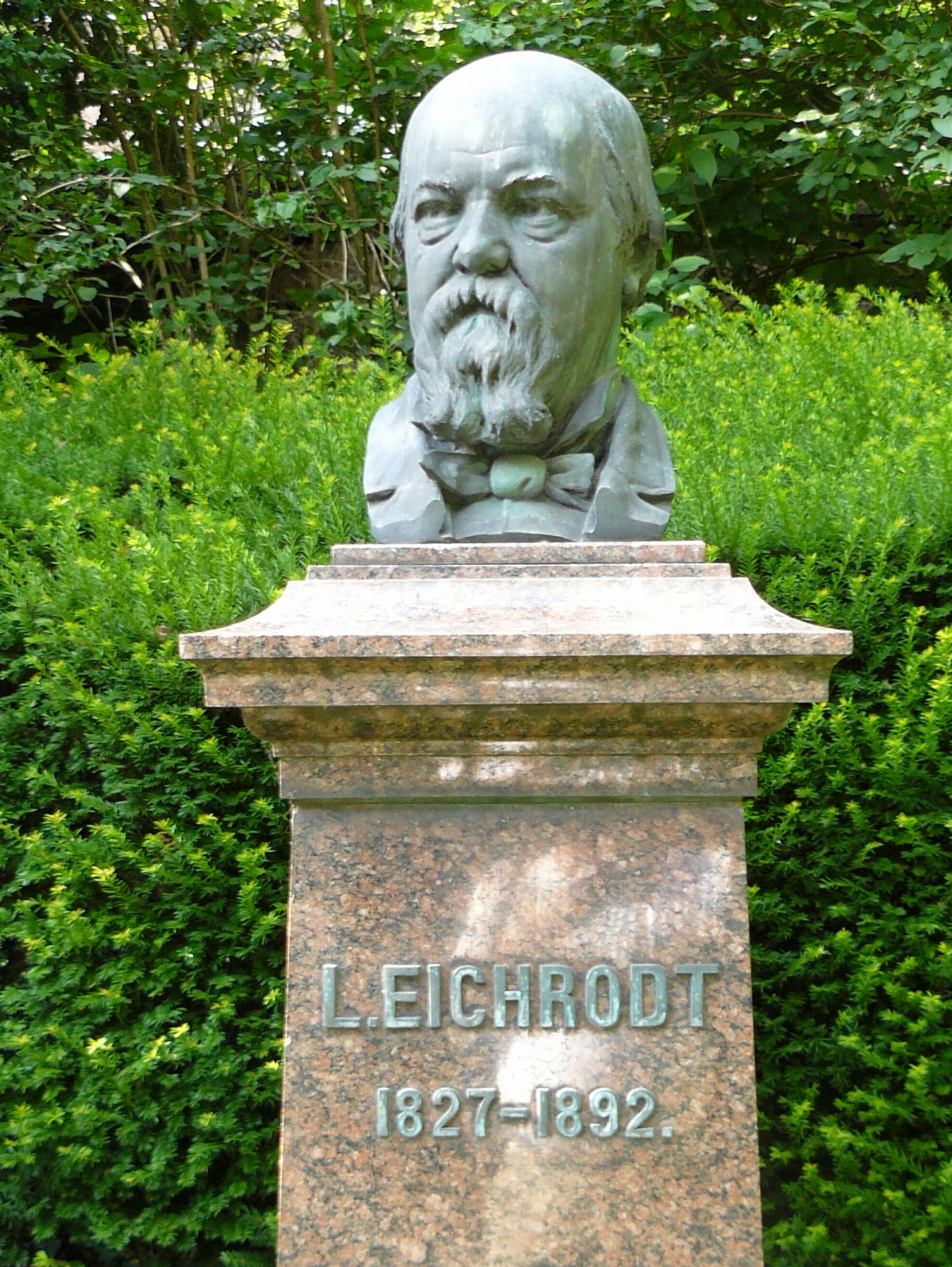
Denkmal für den Lahrer Schriftsteller Ludwig Eichrodt

### Nach Jamms Tod – Der Park in öffentlicher Hand
Die Stadt stellte den Gärtner Josef Bauer ein, der zuletzt Jamms Grundstück gepflegt hatte, ernannte Bauer zum ersten Lahrer Stadtgärtner und überließ zunächst ihm die Pflege und Instandhaltung. Bauers Nachfolger Wilhelm Brennemann sorgte für die erste Erweiterung des Parks, im Zuge derer er Gehege mit Enten und Damhirschen anlegte. Von 1930 bis 1958 betreute sein Sohn Wilhelm Brenneman jr. den Park.
1958 übernahm Erwin Mayer, Stadtgartenoberbauamtmann Lahrs, die Verantwortung über den Park. Unter seiner Führung wurde die heutige Stadtparkwiese hinzugekauft, die zuvor unter anderem als Parade-, Zirkus- und Sportplatz verwendet worden war. Mayer ließ – neben der Gestaltung des Areals um die Wiese – eine Restaurantterrasse und Wasserspiele anlegen, eine Rhododendronanlage einrichten und den Tierbestand vergrößern.

### Ab 1976 – Die „Ära Riedel“
1976 ging die gartenbauliche Leitung des Parks an den Garten- und Landschaftsarchitekten Eckard Riedel über. Riedel ließ die Tiergehege und den Pavillon, der noch aus der Zeit Jamms stammte, sanieren. Unter Riedel wurde eine Mittelmeerterrasse errichtet, eine Kakteen-Arena und ein Seerosenteich im westlichen Bereich angelegt. Alte Treibhäuser ließ Riedel zu Gunsten einer Sanierung der Orangerie abreißen und einen Rosengarten einrichten, der 1985 fertiggestellt wurde. Schließlich wurde ein Musikpavillon erbaut, der Hauptplatz neu gestaltet und 1994 der Haupteingang zur Westseite des Parks verlegt.
1988 war Riedel Mitinitiator des „Freundeskreises Lahrer Stadtpark e.V.“, der die Stadt von da an als Förderverein bei den Erweiterungen und der Pflege des Parks finanziell unterstützte und bis heute Veranstaltungen im Park durchführt. 1998 ging Riedel in den Ruhestand. Der von ihm mitbegründete Freundeskreis hatte 2006 über 700 Mitglieder. Seit 1998 steht der Stadtpark unter der Leitung von Garten- u. Landschaftsarchitekt Richard Sottru, der bereits seit 1991 mit Riedel zusammenarbeitete.

## Der Park heute

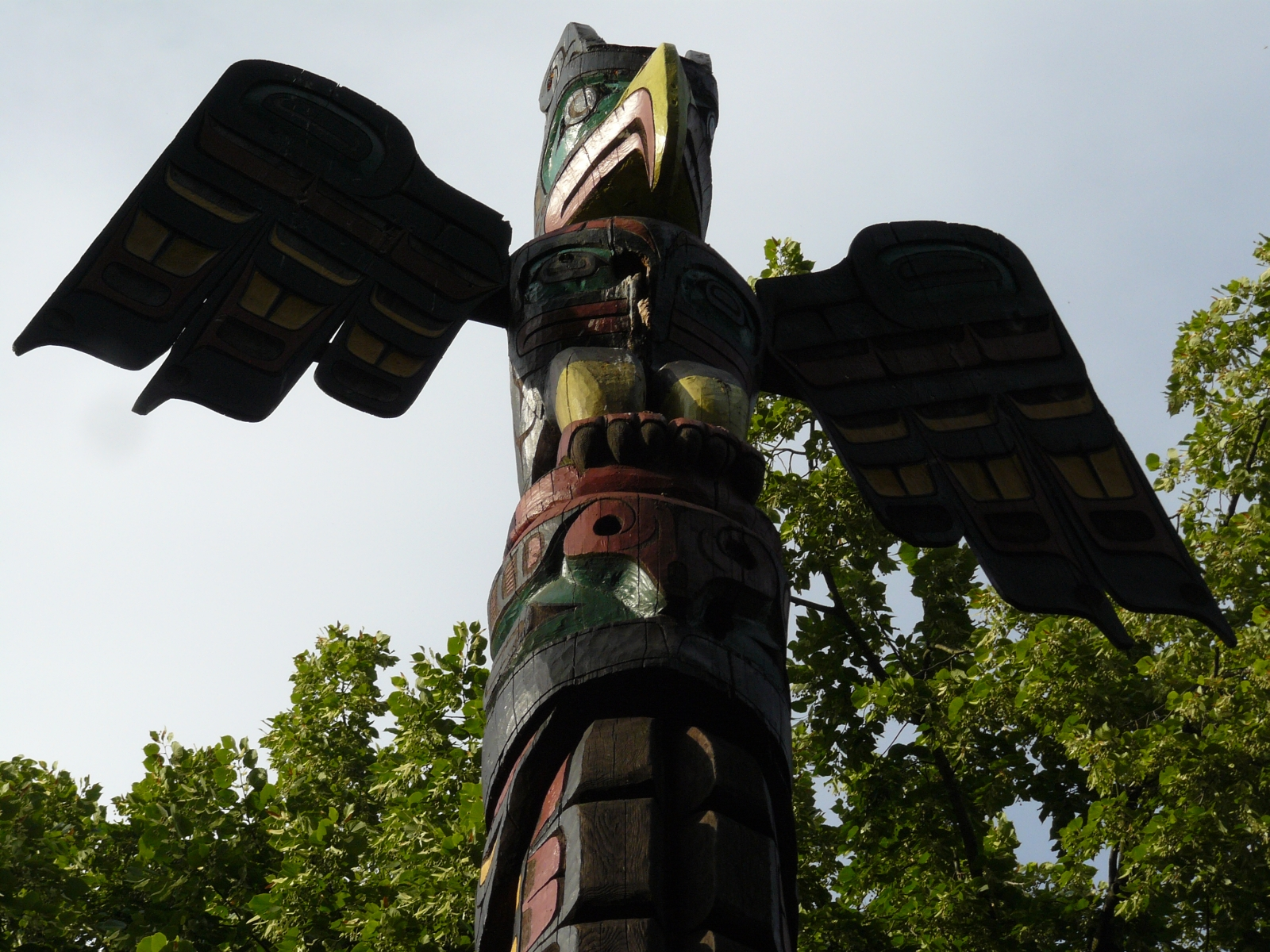
Indianischer Wappenpfahl

Im Rosengarten, der im Zentrum des Parks liegt, finden sich etwa 1500 Rosen aus über 250 verschiedenen Sorten. Die älteste Rosenart ist die Bourbon Queen aus dem Jahr 1835. Neben einem vielfältigen Baumbestand mit einer über hundertjährigen Libanonzeder stehen im Ostteil des Parks ein Eibenirrgarten, das Bismarckdenkmal von Bildhauer Adolf von Donndorf und das Tiergehege. Die ebenfalls im Ostteil gelegene Villa Jamm dient heute als Museum, vor dem Eingangsbereich des Museums wurde ein Knotengarten angelegt. In der Nähe der Veranstaltungsbühne befindet sich ein indianischer Totempfahl, der 1977 der Stadt Lahr von den damals in Lahr stationierten kanadischen Streitkräften geschenkt wurde.
Der Stadtpark wird für viele Veranstaltungen genutzt, die bekanntesten sind das im April stattfindende Tulpenfest und der im Juni veranstaltete Rosenabend. Alle zwei Jahre veranstaltet die Stadtkapelle Lahr ein Lichterfest, das im Jahre 2007 von rund 8.000 Gästen besucht wurde.